# Coux-et-Bigaroque
Coux-et-Bigaroque foi uma comuna francesa na região administrativa da Nova Aquitânia, no departamento Dordonha. Estendia-se por uma área de 19,14 km². Em 2010 a comuna tinha 1 267 habitantes (densidade: 66,2 hab./km²).
Em 1 de janeiro de 2016, passou a formar parte da nova comuna de Coux et Bigaroque-Mouzens.